# Lente fotocromatica

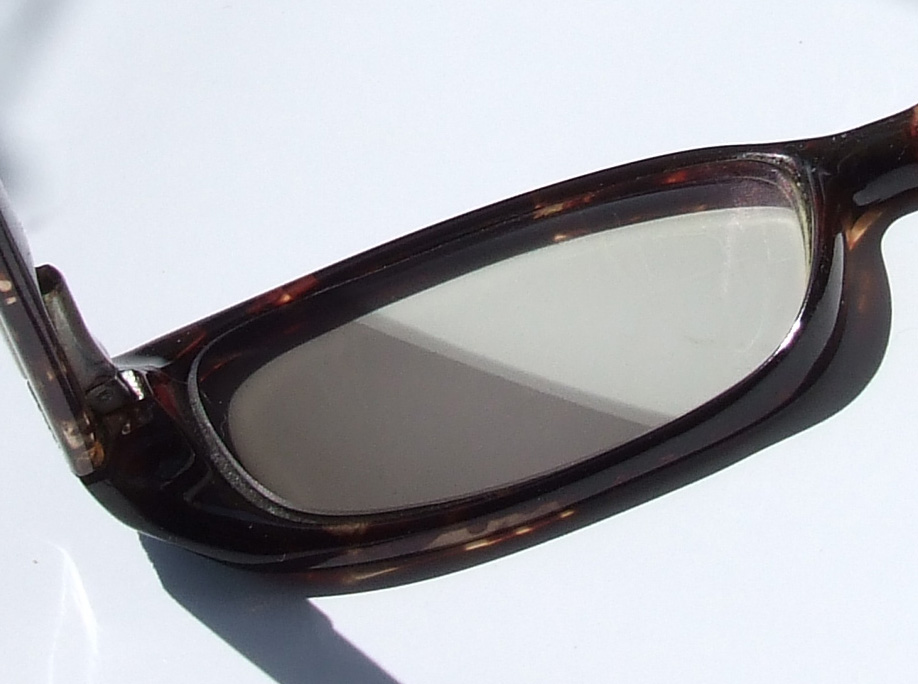
Un paio di occhiali con lenti fotocromatiche: la parte di lente coperta durante l'esposizione alla luce solare risulta ancora chiara.

Le lenti fotocromatiche sono lenti che, esposte a radiazioni UV o luce solare in genere, avviano una reazione chimica reversibile e si scuriscono. Una volta che l'irradiazione di luce o raggi uv scompare ritornano gradualmente allo stato iniziale di trasparenza.
Queste lenti proteggono dai raggi UV  e dal riverbero solare come gli occhiali da sole, sebbene non possano sostituirli in tutte le situazioni.
Le lenti fotocromatiche, quando non esposte a raggi UV, risultano essere molto chiare sebbene non come le lenti trasparenti classiche; la differenza tuttavia è minima e poco percettibile con le lenti delle nuove generazioni, che allo stato chiaro hanno una leggera dominante di colore residuo.

## Storia
Le prime lenti fotocromatiche furono sviluppate nella prima metà degli anni sessanta del XX secolo dalla Corning, che condusse i primi studi sull'applicazione di materiali reagenti alla luce nel campo delle lenti oftalmiche in vetro; la diffusione di queste lenti partì verso gli anni settanta.
Per molti anni la possibilità di avere il fotocromatismo sulle lenti fu limitata alle lenti in materiale minerale (vetro), poiché il processo applicato alle lenti minerali non è compatibile con i materiali organici di cui sono composte le lenti infrangibili che nel corso degli anni ottanta hanno prevaricato le classiche lenti in vetro.
Benché negli Stati Uniti già negli anni ottanta la società American optical mise in commercio Photolite, la prima lente fotocromatica in materiale sintetico infrangibile, che era ottenuta con un nuovo processo completamente diverso da quello per lenti in vetro, si dovette aspettare l'inizio degli anni novanta per vedere le prime lenti fotocromatiche in materiale infrangibile con qualità e prestazioni degne di nota e con successo e diffusione globale; tutto ciò avvenne grazie agli esperimenti della PPG e alla sua neonata società Transitions (che successivamente diventerà leader mondiale nel settore di queste lenti). Le lenti fotocromatiche infrangibili inizialmente offrivano qualità minore e non paragonabile alle lenti fotocromatiche in vetro e solo da meno di 10 anni con l'evoluzione tecnologica e il susseguirsi di nuove generazioni di lenti il fotocromatismo su lenti infrangibili ha raggiunto e ampiamente superato le prestazioni delle lenti in vetro ed eliminato i principali difetti che affliggevano le prime generazioni di queste lenti.

## Tecnologia e funzionamento
Il fotocromatismo si ottiene in modo molto diverso a seconda del materiale usato per le lenti.
Nel caso di lenti di vetro si usa vetro borosilicato e questo viene reso fotocromatico aggiungendo alla miscela base sostanze fotocromatiche come dei sali e micro-cristalli di alogenuro d'argento e/o cloruro d'argento; dopo il raffreddamento il vetro ha una colorazione blu brillante, ma non possiede ancora proprietà fotocromatiche. Per innescare queste ultime si sottopone la miscela ad un trattamento a circa 600 °C; la durata e la temperatura di questo processo influenzano il colore del vetro, la velocità della reazione fotocromatica ed il grado di oscuramento massimo della lente.
Nel caso di lenti plastiche si ricorre a composti organici quali l'oxazine o naftopirani o miscele di indolino-spironafto-xazine; queste sostanze sensibili alla luce cambiano la loro struttura chimica quando sono irradiate con gli UV e con luce blu. Alla luce del sole, le molecole di queste sostanze si schiudono come un fiore e fanno cambiare colore alla lente.
Per realizzare lenti fotocromatiche infrangibili standard (indice di rifrazione 1.5) non si usa il CR39, che è il materiale più conosciuto e usato per fabbricare lenti oftalmiche infrangibili, ma si usa un materiale leggermente diverso, il CR330, che pur avendo caratteristiche simili è in grado di assorbire meglio le sostanze chimiche fotocromatiche, mentre per le lenti infrangibili ad alto indice di rifrazione si usano materiali ottimizzati.
Le lenti fotocromatiche infrangibili hanno il vantaggio di scurire sempre in modo omogeneo; nelle lenti in vetro il materiale fotocromatico è distribuito dentro tutta la lente e per tutto il suo spessore, e questo provoca che lenti con diverso spessore abbiano delle leggere differenze di oscuramento e velocità di reazione; questo può essere fastidioso dovendo montare su una montatura lenti di gradazione diottrica diversa e quindi di spessore diverso, e sarà tanto più evidente quanto maggiore sarà la differenza fra le due lenti. Nelle lenti fotocromatiche infrangibili, invece, i materiali fotocromatici vengono inseriti in un substrato creato dentro la parte anteriore delle lenti e quindi il grado di oscuramento e la velocità di reazione rimarranno sempre uguali in modo omogeneo indipendentemente dallo spessore e dal valore diottrico delle lenti; sebbene esistano (anche se usate in bassa percentuale) lenti fotocromatiche infrangibili colorate "in massa", per cui le sostanze fotocromatiche sono distribuite in tutto lo spessore della lente, l'oscuramento e i tempi di reazione rimangono comunque sostanzialmente omogenei anche in caso di appaiamento di lenti con diverso spessore, al contrario di quello che avviene con le fotocromatiche in vetro.
Le prime fotocromatiche infrangibili avevano prestazioni inferiori alle lenti in vetro e il loro grado di oscuramento massimo era inferiore, e potevano inoltre presentare difetti come l'alterazione della colorazione e la riduzione del grado di oscuramento e delle prestazioni fino a consumarsi e rimanere sempre chiare dopo alcuni mesi o un anno.
Oggi con le recenti tecnologie si sono ovviati a questi problemi e anzi i materiali infrangibili hanno prestazioni superiori ai materiali minerali.
Le lenti fotocromatiche quando vengono esposte alla luce del sole e di conseguenza ai raggi UV subiscono da parte delle sostanze al loro interno una reazione chimica che fa "aprire" le molecole dei materiali fotosensibili e ciò fa scurire le lenti tanto più è forte l'energia degli UV che le colpisce, quando il livello di energia della radiazione UV diminuisce o non è presente radiazione UV, come quando il portatore degli occhiali entra in un ambiente interno, le molecole dei materiali foto-sensibili si richiudono nuovamente, la lente si de-attiva e per la reazione chimica inversa ritorna gradualmente allo stato chiaro originale.
Le lenti fotocromatiche presentono una durata limitata del loro effetto che solitamente è di circa 4 anni dichiarati dopo il quale i materiali interni alle lenti perdono la loro sensibilità alla luce, sebbene negli ultimi anni le nuove lenti abbiano dimostrato una durata nettamente superiore smentendo questa "regola".
Normalmente le lenti fotocromatiche di ultima tecnologia scuriscono considerevolmente in reazione alla luce UV in meno di un minuto, e in seguito continuano a scurirsi più lentamente per altri 15 minuti circa. Allo stesso modo ritornano poi gradualmente chiare in assenza della luce ultravioletta, fino a tornare quasi completamente chiare in circa 5 minuti: ci vorranno comunque circa 15 minuti per tornare allo stato di non-esposizione.

## Colorazioni
Le lenti fotocromatiche tecnicamente possono avere vari colori combinando le varie sostanze che le compongono, dallo storico marrone al grigio al verde ad altri colori; sebbene i colori più diffusi in commercio siano il marrone e il grigio e la maggior parte dei produttori non preveda altri colori, alcune ditte continuano a produrre colori alternativi come il verde, verde-grigio, indaco e altri; per motivi commerciali e di produzione la maggior parte dei produttori sta tendendo ad escludere colori oltre i classici marrone e grigio specie nel settore delle lenti minerali.

## Pregi e limiti
Il pregio di questa tipologia di lenti è il fatto di avere un occhiale "tuttofare" che all'esterno è sempre colorato, ma mai troppo o troppo poco (l'oscuramento della lente è in proporzione all'intensità luminosa della luce e dei raggi UV) e poter quindi sostituire l'occhiale da sole; tuttavia queste lenti hanno anche dei limiti che non possono sempre farne un sostituto degli occhiali da sole.
Ad esempio le lenti fotocromatiche generalmente non si scuriscono o si scuriscono troppo poco in automobile, in quanto il parabrezza blocca parte dei raggi UV e non permette la giusta stimolazione della lente.
Inoltre, per via del fatto che la transizione allo stato chiaro è un processo termico, più alta è la temperatura ambientale meno l'effetto fotocromatico sarà evidente. Questa dipendenza dalla temperatura fa sì che queste lenti non possano essere paragonabili alle lenti da sole in ambienti molto caldi, perché le loro prestazioni si riducono temporaneamente e ci si può trovare quindi con una lente che non riesce a scurirsi abbastanza e ci mette molto a schiarirsi. Al contrario, in temperature fredde, l'effetto fotocromatico è molto efficace e non risente del clima ambientale; sebbene questo limite sia stato molto ridotto nelle lenti infrangibili di ultimissima generazione, non è stato azzerato.